# Jimmy Hoffa

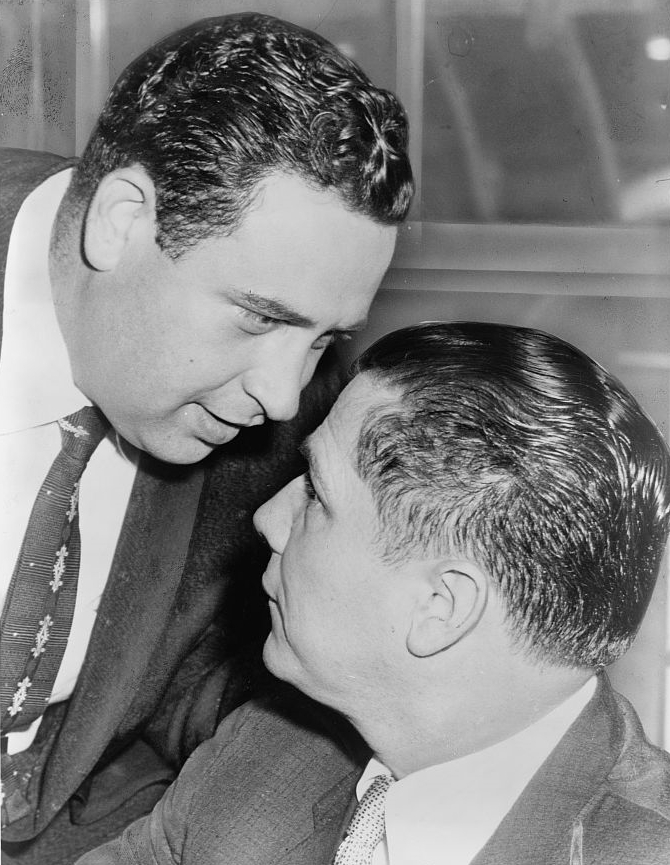
Bernard Spindel și Jimmy Hoffa în 1957

James Riddle "Jimmy" Hoffa (n. 14 februarie 1913 - dispărut pe 30 iulie 1975, declarat oficial decedat în 1982) a fost un sindicalist american. 
Hoffa a deținut diverse funcții la International Brotherhood of Teamsters între 1932 și 1975, fiind președinte general în perioada 1958 - 1971.
A jucat un rol important în dezvoltarea acestei confederații sindicale, care în timpul președinției sale, a devenit cea mai mare uniune sindicală nord-americană, ajungând la peste 1,5 milioane de membri.
A fost condamnat pentru mită și fraudă în 1964, arestat în 1967 și condamnat la 13 ani de închisoare. Cu toate acestea nu a demisionat din funcția de președinte al Teamsters decât în 1971. Demisia sa a făcut parte dintr-o înțelegere cu președintele SUA, Richard Nixon, înțelegere prin care Hoffa era scutit de pedeapsa cu închisoarea. Hoffa a fost văzut pentru ultima dată în iulie 1975 la un restaurant din suburbiile Detroitului numit Machus Red Fox.

## Tinerețea
S-a născut în orășelul Brazil din statul Indiana, părinții săi fiind imigranți de origine germană.
Tatăl său, ce lucra la minele de cărbuni, moare în 1920, pe când Jimmy nu avea decât șapte ani.
În 1924 familia se mută la Detroit, unde Hoffa va rămâne tot restul vieții.
La 14 ani părăsește școala, fiind nevoit să accepte o slujbă pentru a-și putea întreține familia.
Încă de tânăr, Hoffa se angajează în activitatea sindicală dovedind reale aptitudini în acest domeniu în contextul în care muncitorii erau foarte nemulțumiți de salarii și de condițiile de muncă.
În 1932 se înscrie la Teamsters.
În 1936 se căsătorește cu Josephine Poszywak și duce o viață modestă în Detroit.
Au împreună doi copii: o fată, Barbara Ann Crancer și un fiu, James P. Hoffa.
Mai târziu, familia va avea o reședință de vară în orășelul Lake Orion din Michigan.

## Evoluția confederației Teamsters
Teamsters a fost fondat în 1899, dar în 1933 avea numai 75.000 de membri.
Hoffa intră în colaborare cu ceilalți lideri sindicali regionali și formează împreună un puternic grup sindical care, de la 170.000 de membri în 1936, ajunge la 420.000 în 1939, ca în perioada postbelică să depășească un milion de membri.
Teamsters va include mai întâi camionagiii și pompierii din zona Vestului mijlociu, ca apoi să asistăm la extinderea acesteia pe întreg teritoriul nord-american și devine treptat una dintre cele mai puternice uniuni sindicale din SUA, proces în care un rol primordial l-a jucat Hoffa.

## Ascensiunea la putere a lui Hoffa
Hoffa n-a lucrat niciodată ca șofer de camion, devenind încă din 1946 președinte al Local 299.
Avansează repede și ajunge liderul grupului Michigan Teamsters.
Obține o scutire pentru serviciul militar deși ne aflam în perioada celui de-al Doilea Război Mondial și aceasta pe considerentul că activitatea sa sindicală era mai importantă decât participarea la război.
În perioada anilor 30' și 40', Hoffa luptă pentru eliberarea Teamsters de influențele acaparatoare ale altor organizații, precum Congress of Industrial Organizations, și extinderea în întreaga regiune a Vestului Mijlociu.
Prin 1952, Hoffa este ales vicepreședintele uniunii International Brotherhood of Teamsters (IBT) și aceasta deoarece reușise să reprime o revoltă împotriva lui Dave Back, președintele acestei organizații.
IBT devine cea mai puternică uniune sindicală nord-americană și își mută sediul central de la Indianapolis la Washington, DC.
Hoffa se deplasează în diverse zone desfășurând o activitate intensă specifică noilor sale responsabilități.
Ajunge chiar și în Israel, unde poartă discuții cu diverși reprezentanți sindicali.

## ConducereaTeamsters Union
În 1957, președintele Teamsters, Dave Back, este acuzat de fraudă, condamnat și este nevoit să-și dea demisia, astfel că, în același an, Hoffa preia conducerea sindicatului transportatorilor.

## DeclinulTeamsters Union
Congresul uniunii American Federation of Labor and Congress of Industrial Organizations (AFL-CIO), care a avut loc în 1957 la Atlantic City (New Jersey) a votat în proporție de 5 la 1 eliminarea IBT din cadrul confederației sindicale, al cărei lider, George Meaney, ține un discurs tranșant prin care exprimă ideea reacceptării IBT numai în cazul demisiei lui Jimmy Hoffa.
Acesta din urmă nu păru impresionat deoarece era conștient de forța IBT, care anual aducea către AFL-CIO un venit de peste 750.000 de dolari.

## Expansiunea confederației
În 1961, Hoffa este reales președinte.
Ambițiile sale pentru extinderea confederației sunt încununate cu succes în 1964, când realizează uniunea tuturor transportatorilor rutieri din America de Nord, fiind cea mai amplă realizare a vieții sale.
Ulterior, Hoffa încearcă să adune sub același drapel și angajații din spațiul aerian și din alte domenii ale transporturilor, demers care se soldează cu eșec.
În anii 60' urmează o perioadă de decădere, când Hoffa este pus sub acuzare pentru diverse presupuse abuzuri și chiar sub iminența arestării.
Actualmente fiul său, James P. Hoffa, se află la conducerea confederației și aceasta din 1999, în timip ce fiica, Barbara Ann Crancer, activează ca avocat asociat uniunii.

## Arestarea
În 1964, Hoffa este condamnat de tribunalul din Chattanooga, Tennessee pentru luare de mită la 8 ani de închisoare.
În același an este acuzat de un tribunal din Chicago, de gestionare frauduloasă a fondurilor uniunii sindicale primind pentru aceasta cinci ani de privare de libertate.
Hoffa își începe executarea sentinței la Penitenciarul Federal de la Lewisburg, Pennsylvania.
Cu puțin înainte îl numește pe Frank Fitzimmons, care îi fusese fidel, ca președinte executiv la Teamsters.
După 1967, acesta însă se distanțează de influența predecesorului său spre marea nemulțumire a lui Hoffa.

## Perioada de după detenție
La 23 decembrie 1971, Hoffa a fost eliberat din închisoare în urma unui decret din partea președintelui Richard Nixon, cu condiția ca, până în 1980, să nu mai participe la vreo adunare sindicală.
Totuși Hoffa nu era mulțumit de această clauză și o considera un abuz din partea procurorului general, John N. Mitchell, și a consilierului Casei Albe, Charles W. Colson, astfel că participă la Local 299 în Detroit pentru a demonstra că nu își pierduse influența pe scena politică.
La eliberarea din închisoare, lui Hoffa i s-a stabilit o pensie anuală de 1,7 milioane de dolari din partea Teamsters, lucru unic în istoria federației.
În 1975 își scrie autobiografia.
Cartea Hoffa: Povestea adevărată (Hoffa: The Real Story) avea să apară la câteva luni după dispariția sa.
În 1970 mai publicase o carte, Procesul lui Jimmy Hoffa (The Trials of Jimmy Hoffa).
De asemenea, Hoffa a mai acordat un interviu revistei Playboy în decembrie 1975 și care a fost publicat la mai multe luni de la dispariția sa.

## Dispariția
În după-amiaza zilei de 30 iulie 1975, la orele 2:45, sau imediat după, Hoffa este văzut ultima dată într-o parcare din fața restaurantului Machus Red Fox din Detroit.
Se pare că se întâlnise cu doi lideri ai lumii mafiote, Anthony Giacolone din Detroit și Anthony Provenzano din Union City, New Jersey.
Prevenzano era un lider regional al federației transportatorilor Teamsters din New Jersey și care rămăsese prieten apropiat lui Hoffa, iar din 1961 devenise vicepreședinte al IBT.
Sosită imediat, poliția a constatat doar prezența automobilului lui Hoffa.
Cercetările au continuat ulterior, fiind implicat și FBI, dar fără niciun rezultat privind persoana celui dispărut.
Giacolone și Provenzano au susținut că nu s-au întâlnit cu Hoffa în acea zi.
Cu puțin înainte de a muri, Frank Sheeran, lider sindical de rang inferior, a recunoscut că l-a ucis pe Hoffa, împușcându-l prin spate cu două focuri de armă, după care l-a incinerat.
Întreaga relatare apare în cartea lui Charles Brandt, I Heard You Paint Houses, publicată în 2003.
Hoffa a fost oficial declarat mort în 1982, la a șaptea comemorare a dispariției sale.
Ulterior, cercetările efectuate de poliție și de FBI au dezvăluit faptul că Hoffa, datorită dorinței sale de a reveni la putere, devenise indezirabil pentru cercurile mafiote, care doreau controlul fondurilor IBT.

## Subiect de film
Hoffa a fost întruchipat de actorul Robert Blake în filmul Blood Feud (1983), de Trey Wilson în serialul Robert Kennedy & His Times (1985) și de Jack Nicholson în filmul Hoffa (1992).
În filmul F.I.S.T. din 1978, Sylvester Stallone joacă rolul lui Johnny Kovak, un personaj bazat pe biografia lui Hoffa.
În filmul The Irishman (2019), Al Pacino joacă rolul lui Jimmy Hoffa, inspirat din cartea "To Kill the Irishman: The War that Crippled the Mafia", a autorului Rick Porrello.